# László Kalmár
László Kalmár   (Edde, 27 de març de 1905 - Mátraháza, 2 d'agost de 1976) va ser un matemàtic hongarès.

## Vida i Obra
Kalmár va néixer en una família d'ascendència jueva en una població propera al llac Balaton. El seu pare, agutzil, va morir quan ell era molt petit, i la mare es va traslladar a Budapest amb ell. Va fer la seva escolarització a Budapest destacant pel seu talent. El 1922, quan entrava a la universitat de Budapest, va morir la seva mare. A la universitat, va coincidir amb Rózsa Péter, amb qui va mantenir una amistat i col·laboració duradora. Es va graduar el 1927 i, l'any següent, va ser nomenat assistent d'Alfred Haar i de Frigyes Riesz a la universitat de Szeged. Una visita el 1929 a la universitat de Göttingen i el contacte amb David Hilbert el va fer especialitzar-se en el camp de la lògica matemàtica.
Kañmár va fer tota la seva carrera acadèmica a la universitat de Szeged, en la qual es va jubilar el 1975 i a la qual va contribuir establint el departament de cibernètica i muntant els seus sistemes de computació i informàtics. Des de mitjans dels anys 50 va investigar les matemàtiques de la computació i programació d'ordinadors electrònics. Es va ocupar d'adaptar el llenguatge de les fórmules matemàtiques habituals amb els llenguatges de programació i d'altres qüestions de lingüística matemàtica. A més, va escriure articles sobre la definició del camp de la cibernètica, l'ús d'ordinadors i l'aplicabilitat de les idees cibernètiques en diverses ciències. Per les seves contribucions va rebre nombrosos honors, entre els quals destaquen el seu nomenament de membre de l'Acadèmia de Ciències d'Hongria el 1949 i el Premi d'Estat Hongarès el 1975.
Va publicar més d'un centenar d'articles científics, entre els quals destaquen els dedicats a la tecnologia de la informació, als problemes de decidibilitat, a les funcions recursives elementals i a la filosofia de les matemàtiques. També va escriure i publicar diversos llibres de text sobre teoria de conjunts, anàlisi matemàtica, fonaments de la matemàtica i lògica matemàtica.